# Gerson Vieira
Gerson Vieira (nacido el 4 de octubre de 1992) es un futbolista brasileño que se desempeña como defensa. Su equipo actual es el Tai Po.

## Trayectoria

### Clubes
| Club                      | País     | Año       |
| ------------------------- | -------- | --------- |
| Grêmio F. B. P. A.        | Brasil   | 2012-2016 |
| Oeste F. C.               | Brasil   | 2012      |
| R. B. Brasil              | Brasil   | 2014      |
| C. A. Atenas              | Uruguay  | 2014-2015 |
| R. B. Brasil              | Brasil   | 2015-2016 |
| Mumbai City F. C.         | India    | 2016      |
| C. A. Tubarão             | Brasil   | 2017      |
| Mumbai City F. C.         | India    | 2017-2018 |
| Renofa Yamaguchi F. C.    | Japón    | 2018      |
| Atlético de Kolkata F. C. | India    | 2018-2019 |
| Simba S. C.               | Tanzania | 2019-At.  |